# المركز الطبي لجامعة ناسو
مركز ناسو الطبي الجامعي (بالإنجليزية: Nassau University Medical Center) (NUMC) هو مستشفى تعليمي عام في مقاطعة ناسو يديره ماثيو برودرمان وميجان سي رايان. يقع مركز الصدمات المكون من 19 طابق و631 سرير في المستوى الأول في 2201 Hempstead Turnpike في إيست ميدو، في مقاطعة ناسو، في لونغ آيلاند، نيويورك.
تتمثل مهمة المركز الطبي بجامعة ناسو في توفير خدمات الرعاية الصحية الشاملة عالية الجودة للمرضى بغض النظر عن قدرتهم على الدفع. تم تنظيمها كمؤسسة ذات منفعة عامة تابعة لولاية نيويورك تحت اسم مؤسسة ناسو للرعاية الصحية.
رفع المستشفى دعوى قضائية بقيمة 1.06 مليار دولار ضد ولاية نيويورك، مدعية حجب الأموال الفيدرالية المخصصة للمستشفى بالعمد على مدار عدة سنوات. ويأتي هذا في إطار استحواذ الدولة على هيئة المالية المؤقتة في ناسو.

## التنظيم
يتم توجيه مؤسسة ناساو للرعاية الصحية من قبل مجلس إدارة مكون من 14 عضو. يتولى ميجان رايان، رئيس مجلس الإدارة والرئيس التنفيذي، قيادة فريق إدارة الشركة، وهو أيضًا رئيس مجلس إدارة مجلس التعليم في شمال ميريك، ونائب رئيس منطقة مدرسة بيلمور-ميريك الثانوية المركزية. في عام 2016، بلغت نفقات التشغيل 598 مليون دولار، والديون المستحقة 256 مليون دولار، ومستوى التوظيف 4180 شخص.

## تاريخه

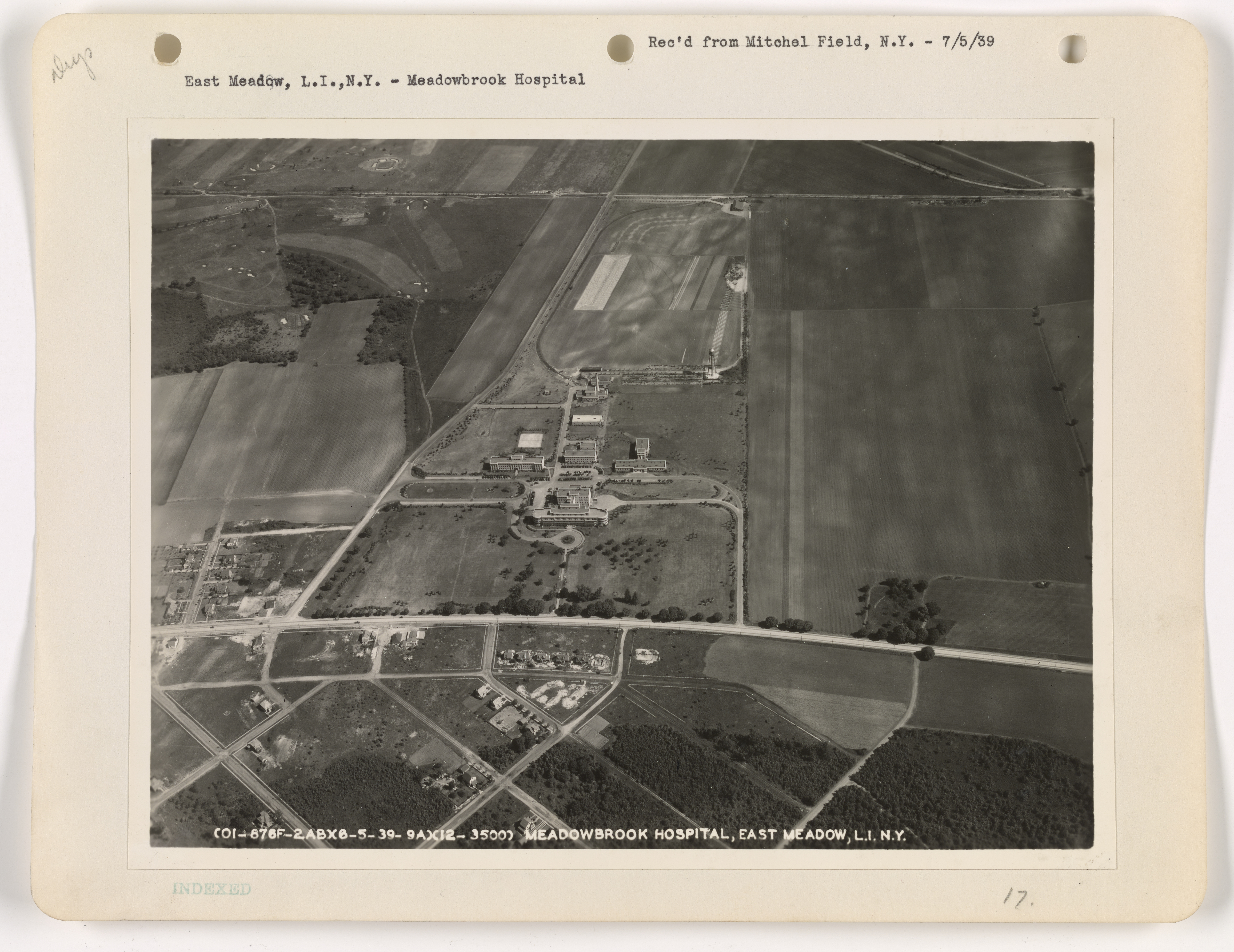
مستشفى ميدوبروك في عام 1939.

تم افتتاح مستشفى ميدوبروك في 15 يوليو 1935 في إيست ميدو كمستشفى عام مملوك للمقاطعة يضم 200 سرير. في سبعينيات القرن العشرين، تم تشييد مبنى الرعاية الديناميكية التابع للمستشفى، والذي صممه ماكس أو. أوربان، وتم افتتاحه عام 1974.
تم تغيير اسم المستشفى عام 1970 إلى المركز الطبي لمقاطعة ناسو. وقد تسبب هذا في حدوث ارتباك مع مستشفى ناسو في مينولا، نيويورك، والذي غير اسمه بعد عقد من الزمان إلى مستشفى وينثروب الجامعي. تم تغيير اسم المركز مرة أخرى في ديسمبر 2000، كجزء من انتقاله من مستشفى مملوك للمقاطعة إلى مؤسسة ذات منفعة عامة، إلى المركز الطبي لجامعة ناسو للتأكيد على انتمائه إلى مركز العلوم الصحية بجامعة ستوني بروك.

## مبنى الرعاية الديناميكية

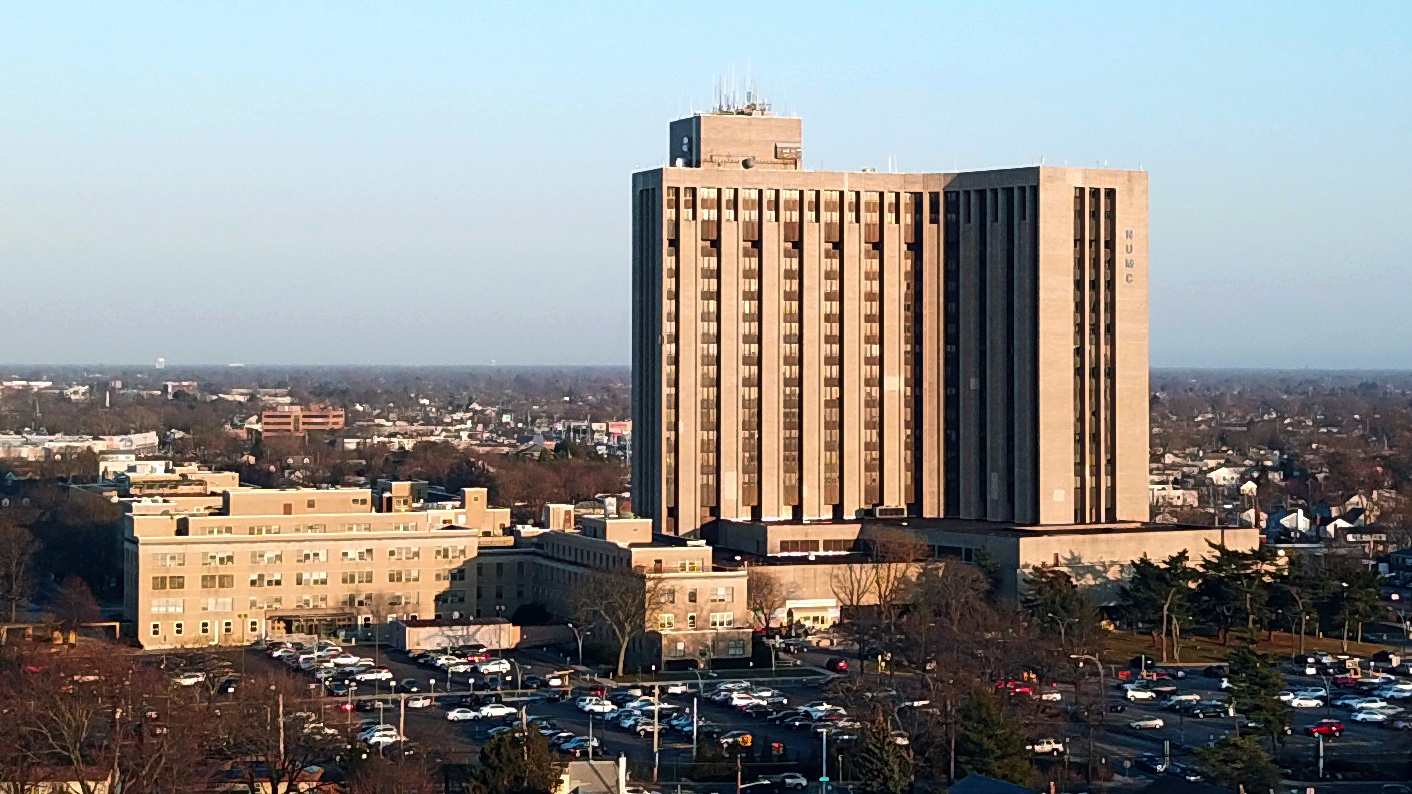
مبنى الرعاية الديناميكية التابع لـمركز ناسو الطبي الجامعي كما يُرى من الشمال الغربي.

تم افتتاحه عام 1974 ويبلغ ارتفاعه 299 قدم، ويظل أطول مبنى في مقاطعة ناسو، نيويورك. يتضمن المرفق:
- غرف للمرضى مكونة من سرير واحد وسريرين مع حمامات خاصة.
- مركز للعلاج الطبيعي والتأهيل.
- 12 جناح لغرف العمليات
- قاعة تتسع لـ 300 مقعد
- مكتبة العلوم الصحية ذات المستويين
- منصة هبوط المروحيات
- كنيسة مشتركة بين الأديان
- مركز الحروق التابع لرجال الإطفاء في مقاطعة ناسو
- غرفة الضغط العالي الوحيدة متعددة الأماكن في لونغ آيلاند، مع فريق متاح على مدار الساعة طوال أيام الأسبوع للغوص والتسمم بأول أكسيد الكربون وجميع حالات الطوارئ المتعلقة بالضغط العالي

## رعاية المرضى
يتلقى أكثر من 80 ألف شخص العلاج سنويا في قسم الطوارئ و178 ألف شخص في أكثر من 85 العيادات المتخصصة. تم اعتماده من قبل لجنة السرطان لبرامج مستشفى تعليم السرطان وهو مركز معتمد لرعاية مرضى للإيدز. ويبلغ إجمالي عدد موظفيها أكثر من 3500 موظف.

## روابط خارجية
- الموقع الرسمي